# ポンペイウス劇場
ポンペイウス劇場（ラテン語: Theatrum Pompeium、イタリア語: Teatro di Pompeo）は古代ローマの建築物で、共和政ローマ後期に建設された。完成まで7年かけ、紀元前61年に着工し、竣工前の紀元前55年に使用開始となった。ローマ初の恒久的（木造でない）劇場であり、何世紀にもわたって世界最大の劇場と言われていた。
この建築物はローマ劇場の原形と言われている。それ以前のギリシアの劇場は地面を円形に掘る形で構築されていたが、ポンペイウス劇場では初めて完全に自立した石造りの構造となっている。その後、ローマ帝国内で建設された劇場はこれを手本とし、そこに若干の変更を加える形で建設された。ポンペイウス劇場は古代から近代までを通して、世界最大の劇場とみなされてきた。
この劇場の歴史は長いが、特にユリウス・カエサルが暗殺された場所として有名である。

## 歴史

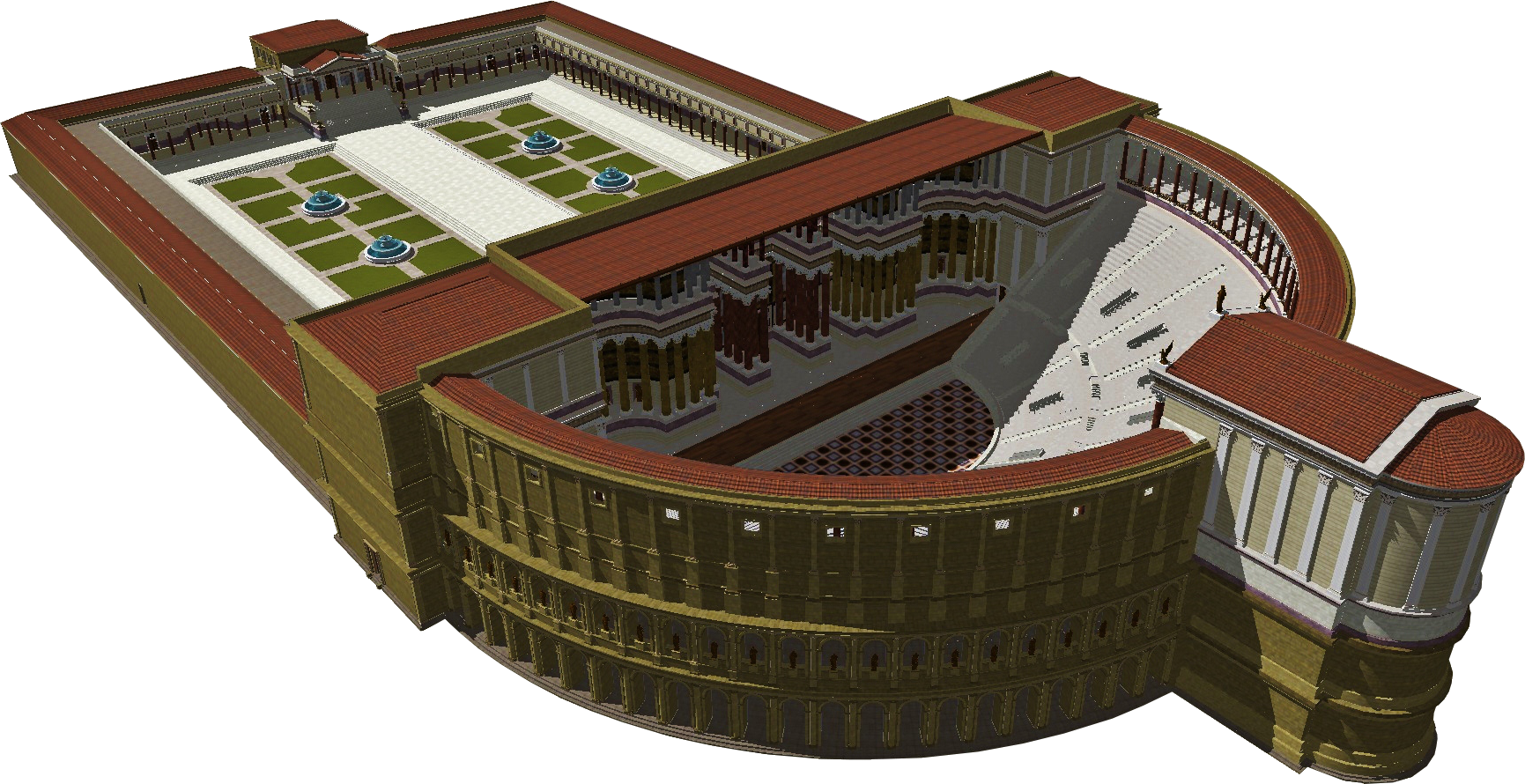
復元図

グナエウス・ポンペイウスは二期目の執政官の任期中に、政治家としての人気を勝ち取るべく自らの名を冠した劇場の建設資金を出した。単なる劇場としてだけでなく、様々な用途で使われた。全てのローマ劇場には "crypta" があるが、この劇場のcryptaは非常に大きい。舞台の後ろに位置しており、観客が上演と上演の合間にそこで飲食物を購入したり、日差しや雨から逃れるために柱廊玄関（ポルチコ）に行くために使った（客席に屋根がないため）。ポンペイウス回廊 (Porticus Pompei) には偉大な芸術家や俳優の像が並んでいた。長いアーケードには絵画や彫刻が展示されているだけでなく、その広い空間が公的な集会に適していたため、ローマ人は観劇以外にも様々な理由でそこに赴いた。
この建築物の最も高い部分はウェヌス・ウィクトリクスの神殿であり、ポンペイウス個人の神である（これに対してユリウス・カエサル個人の神はウェヌス・ゲネトリクスだった）。現代の学者の中にはそれが純粋な信心を表したものではないと考え、基本的に劇場に神殿が付属しているのは、その建築物が自己宣伝の贅沢なものと見られるのを避け、常設劇場建築物への非難に打ち勝つためだったと言われている。
劇場に繋がっていた東側のポルチコと4つあった神殿のうちの3つの遺跡がトッレ・アルジェンティーナ広場にある。これらの神殿は古くから劇場と関連付けられていた。4つめの神殿の大部分は現代のローマの通りの下に眠っている。この遺跡はベニート・ムッソリーニの命によって1920年代から1930年代に発掘された。劇場本体の遺構は Via di Grotta Pinta 周辺の地下からわずかだけ見つかっている。付近のレストランの地下室にこの劇場の本来のヴォールトが残っており、ホテル Albergo Sole al Biscione の壁の一部もこの劇場のものである。このことから、劇場の建築物を完全に解体する以前から、何世紀にも渡ってその建築物を改造して利用してきたことがうかがえる。一階部分や観客席の一部と同様に劇場の基礎部分も現存しているが、その上の構造は何度も建てかえられ、今では現代の建築物の一部になっている。
紀元前55年から1455年までの劇場の長い歴史の中で、何度か火災があり、その度に修復されてきた。最終的に修復されなくなると、劇場を構成していた石を再利用する採石場となった。

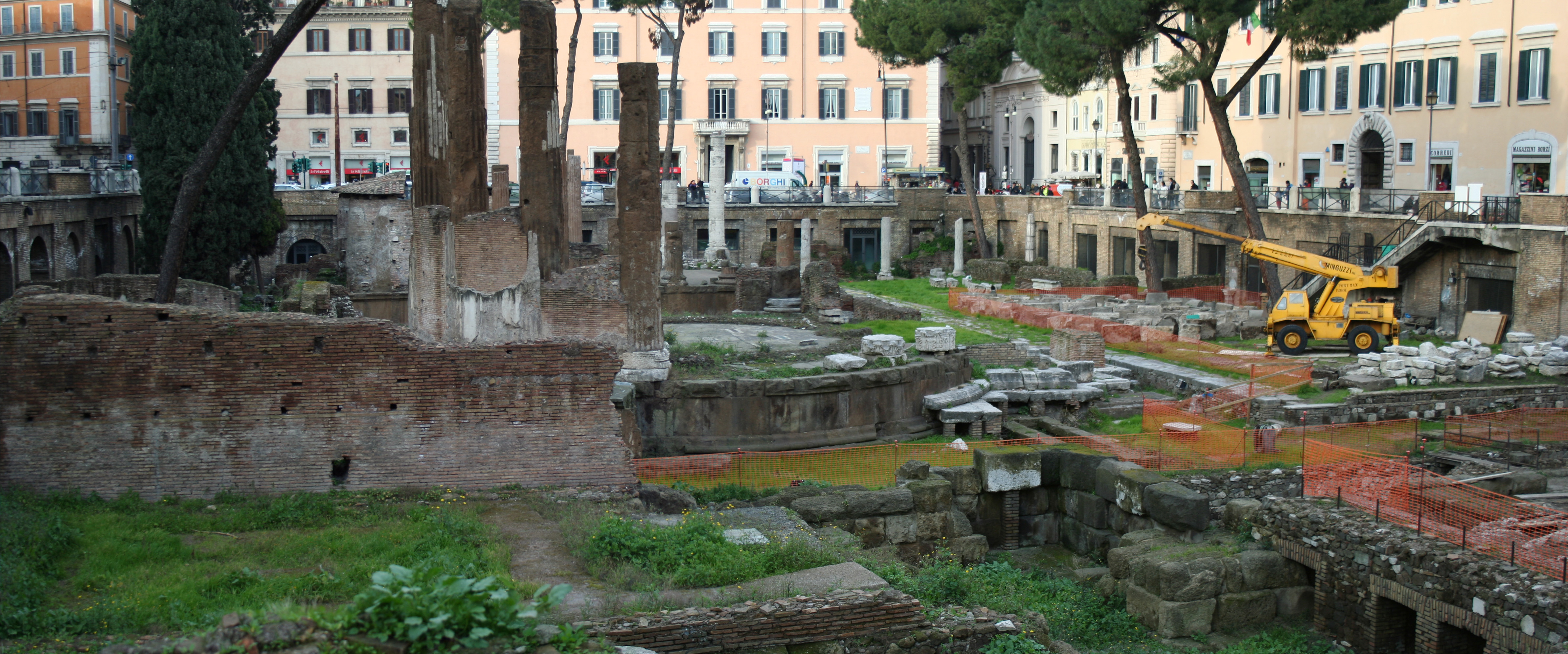
トッレ・アルジェンティーナ広場

### 建築
ローマ劇場は、その元になったギリシア劇場と特徴が似ている。一般にローマの建築はギリシアの影響を強く受けており、劇場の構造設計もその点では他の建物と変わらない。しかし、ギリシア劇場は地面を掘ったり、丘の斜面を利用して建設されていたのに対して、ローマ劇場は平らな地面に基礎を築いて建てられており、全ての方向が囲われているという違いがある。ローマ劇場は、ローマ初の常設劇場であるポンペイウス劇場の基本設計を踏襲している。
この建築物以前、ローマでは常設の劇場を建てないという不文律があった。劇場は多数の市民を集めて、演説や演技で群集を熱狂させるため危険と考えられていたからである。そのため、劇場もコロシアムも木造建築で、すぐに構築・解体できるようになっていた。
ポンペイウスがこの劇場を建設することを思い立ったのには、いくつかの理由がある。政治的には、支援者の集会場所として利用可能だった。また、この建物がきっかけとなって帝政期のフォルムが建設された。実際、ユリウス・カエサルはポンペイウス劇場を見て自身のフォルム建設を思い立ち、その後歴代の皇帝がフォルムを建設することになった。
王政ローマ期および共和政ローマ前期には、ローマ周辺のこの場所にはいくつかの聖域があり、そこに神殿やアンフィテアトルムや集会所が建てられていた。そういった場所であったことと同時に、ポンペイウスがミティリーニのギリシア劇場に憧れていたことが、劇場建設の理由の一部となっている。
ポンペイウス劇場は、地面にコンクリートの基礎を作り、その上に建てられている。観客席の下にヴォールト型の廊下が作られ、観客席の各部分に素早く移動できるようにし、上層の席まで迅速かつ制御された方法で観客が安全に席につき、かつ退場できるようにした。このため、円形の外観はアーチを多用している。この工夫によってより大きな建築物を建てられるようになった。これにより観客席自体が構造を持つようになり、単に斜面に座席を並べたものではなくなった。ローマ劇場が全てこのような構造で建てられたわけではなく、平らな土地にもこの方式で劇場を建てられるようになったと言える。
舞台部分は観客席部分と繋がるように建てられており、全体としてあらゆる方向を囲むようになっている。それ以前のギリシア劇場では、舞台と観客席は分離していた。これによって音響的にも改善でき、同時に入り口が限定されるため、チケットなしで観劇することを困難にした。粘土陶器製のチケットも古代ローマの発明である。
この構造は、その後のローマ帝国各地の劇場やアンフィテアトルムのほとんどで踏襲された。例えば、ローマに遺跡として現存するコロッセオやマルケッルス劇場が挙げられる。

## 複合施設
ポンペイウス劇場はかなり大きく、様々な用途で各部分が利用された。上演期間以外でも、様々な目的で人々が集まった。観客席の最上部にウェヌス神殿があり、反対側にも古代の聖域があるため、宗教的にも重要な場所だった。現在、考古学的作業は劇場部分の遺構に集中している。しかし、この劇場には周囲を囲まれた専用庭園、劇場より広範囲な美術品展示空間と集会用空間が含まれている。

### 神殿
劇場を恒久的な石造りの施設として建設するため、セルウィウス城壁の外に建設するなど、いくつかの配慮がなされた。ポンペイウスは、劇場を自身の個人的な神であるウェヌス・ウィクトリクスに捧げ、観客席の中央にその神殿を設け、建物全体が巨大な神殿となるようにした。また、「聖域 (Sacred Area)」と呼ばれ古くから4つの神殿があった部分も敷地内に組み込んでおり、そこが今ではトッレ・アルジェンティーナ広場と呼ばれている。複合施設全体が、その古い領域を保存するような形で配置され、建設されている。こうすることで、施設全体が宗教的にも意味のあるものとされた。

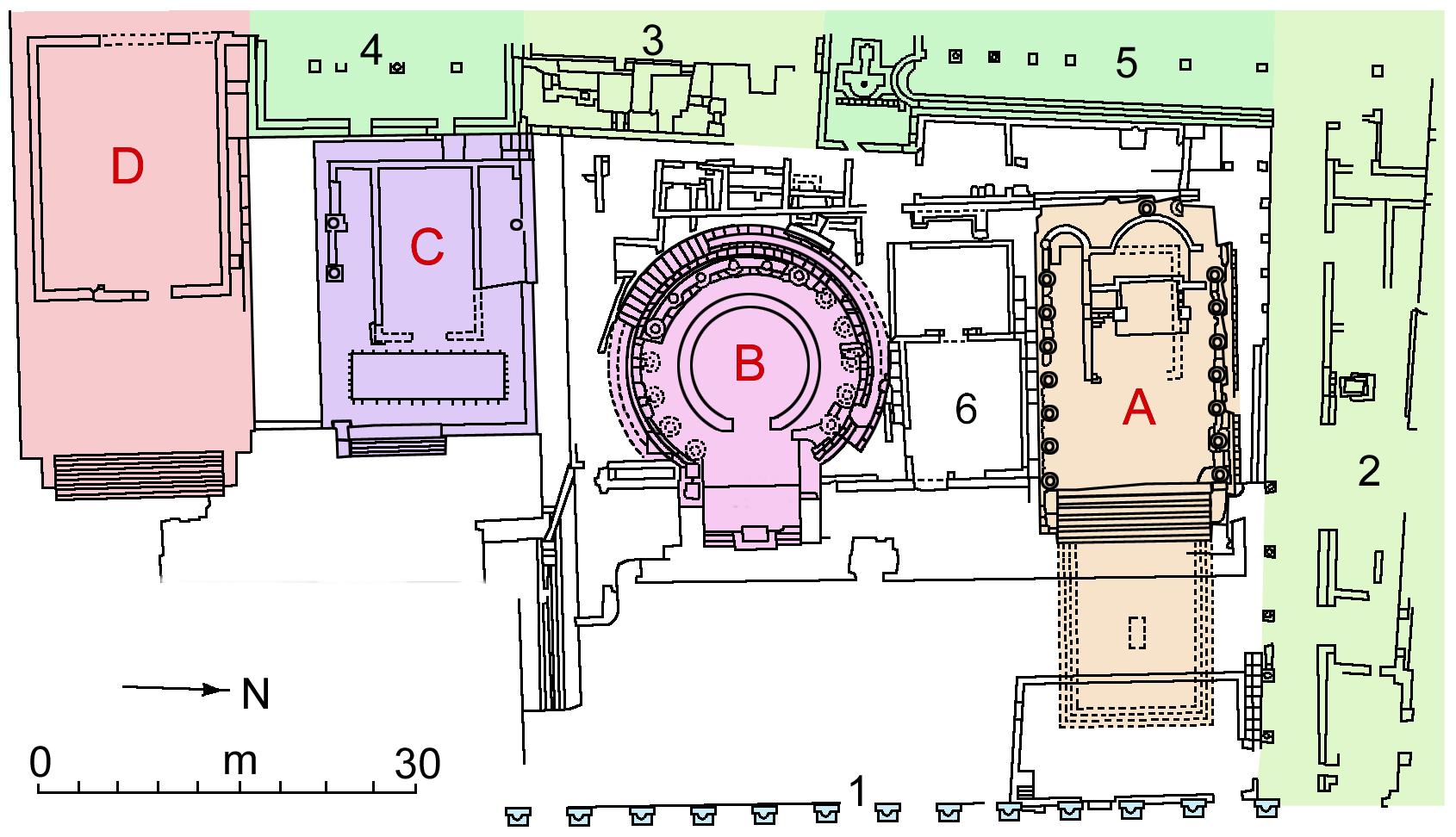
「聖域」の神殿

図のAは紀元前3世紀に建設された神殿で、ガイウス・ルタティウス・カトゥルスが紀元前241年にカルタゴに勝利したことを記念して建てた「ユートゥルナの神殿」と言われている。
図のBは円形の神殿で6本の柱が残っている。紀元前101年、Quintus Lutatius Catulus がキンブリ人に勝利したことを記念して建てたものである。Aedes Fortunae Huiusce Diei（今日の幸運）と呼ばれ、フォルトゥーナを祭っていた。発掘時に巨大な女神像が出土し、カピトリーノ美術館に収蔵された。女神像は、頭部と腕と脚だけが大理石で、衣服で覆われた他の部分は青銅製である。
図のCは中でも最も古く、紀元前4世紀から紀元前3世紀にかけてのものとされる。豊穣の女神フェーローニアの神殿ではないかと言われている。この神殿は紀元80年の火災後に再建されており、内部に見られる白と黒のモザイクはこの修復時のものである。
図のDは4つの中で最も大きく、紀元前2世紀のものだが、共和政後期に修復されている。ラレース（航海の守護神 Lares Permarini）の神殿だが、そのほとんどは道路の下にあり、一部しか発掘されていない。

### ポンペイウス回廊
この劇場複合施設は、当時の様々な芸術の成果のために設計された。舞台のすぐ後ろに長いポルチコが伸びていて庭園を囲み、その庭園に噴水や彫像があった。庭園を囲むアーケードには、絵画や彫像などの様々な芸術品が展示されていた。その多くはローマの様々な美術館や博物館に収蔵されている。この部分を "crypta" とも呼び、他のローマ劇場にもある。

#### 元老院議事堂、カエサル暗殺

ユリウス・カエサルはポンペイウス劇場の元老院議事堂で暗殺された。

ポンペイウス劇場は、舞台後方のポンペイウス回廊で有名な殺人が行われたことでもよく知られている。その広大な庭園内の聖域に近く劇場本体から遠い部分に元老院の議事堂としても使われた集会所があった。
紀元前44年の3月15日（ローマ暦）、カエサルは元老院に出席する予定があった。前夜暗殺団の一味であるセルウィリウス・カスカから暗殺計画の概要を知ったマルクス・アントニウスは、最悪の事態を恐れ、カエサルが議事堂に入るのを阻止すべく待ち構えていた。しかし、元老院議員の一団がポンペイウス劇場から出てきたカエサルに東側のポルチコに隣接する部屋に行くよう指示した。
プルタルコスによれば、カエサルが到着すると同時に暗殺団の一味である ティッリウス・キンベルが寄ってきて、追放された兄弟の復帰の請願を始めた。それをきっかけとして、共謀者らがカエサルの周りに群がった。プルタルコスとスエトニウスによれば、カエサルはキンベルを振り払ったが、キンベルはカエサルの肩をつかみ、彼のチュニックをひっぱった。カエサルはキンベルに対して「これは暴力だぞ！ ("Ista quidem vis est!")」と叫んだ。同時に、前述したカスカが短剣を取り出してカエサルの首めがけて一閃させたが浅く、カエサルは素早く振り返り、カスカの短剣をつかむとラテン語で「カスカ、悪人め！何をする？」と言った。おびえたカスカはギリシア語で「助けてくれ、兄弟」("ἀδελφέ, βοήθει!", "adelphe, boethei!")と叫んだ。その瞬間にブルトゥスを含む暗殺団全員がカエサルに襲い掛かった。カエサルは逃げようとしたが、血が目に入って見えず、つまずいて倒れた。ポルチコの階段の下の方で無防備となったカエサルを一団が再び刺し続けた。エウトロピウスによれば、60人以上が暗殺に関与したという。カエサルは23カ所を刺されていた。スエトニウスによれば、後に医師は致命傷はそのうちの1カ所（胸の傷）だけだったと診断したという。
古代ローマ史上最も重要な事件であり、共和政ローマからローマ帝国への移行の遠因となった事件だった。
カエサルが暗殺された場所は、元老院の議事堂があった他の場所と混同されて文献に記されていることがある。最初の議事堂は紀元前7世紀にトゥッルス・ホスティリウスが建設したクリア・ホスティリアで、紀元前80年にルキウス・コルネリウス・スッラが拡張している。この議事堂が火災で焼失したため、カエサルが新たに建設させていたのがクリア・ユリアで、暗殺時には未完成だった。
ポンペイウス劇場内の議事堂があった場所は、今は道路の下にある。ただし、そのすぐ近くの「聖域」の壁の一部はムッソリーニが発掘させた。

## 現在

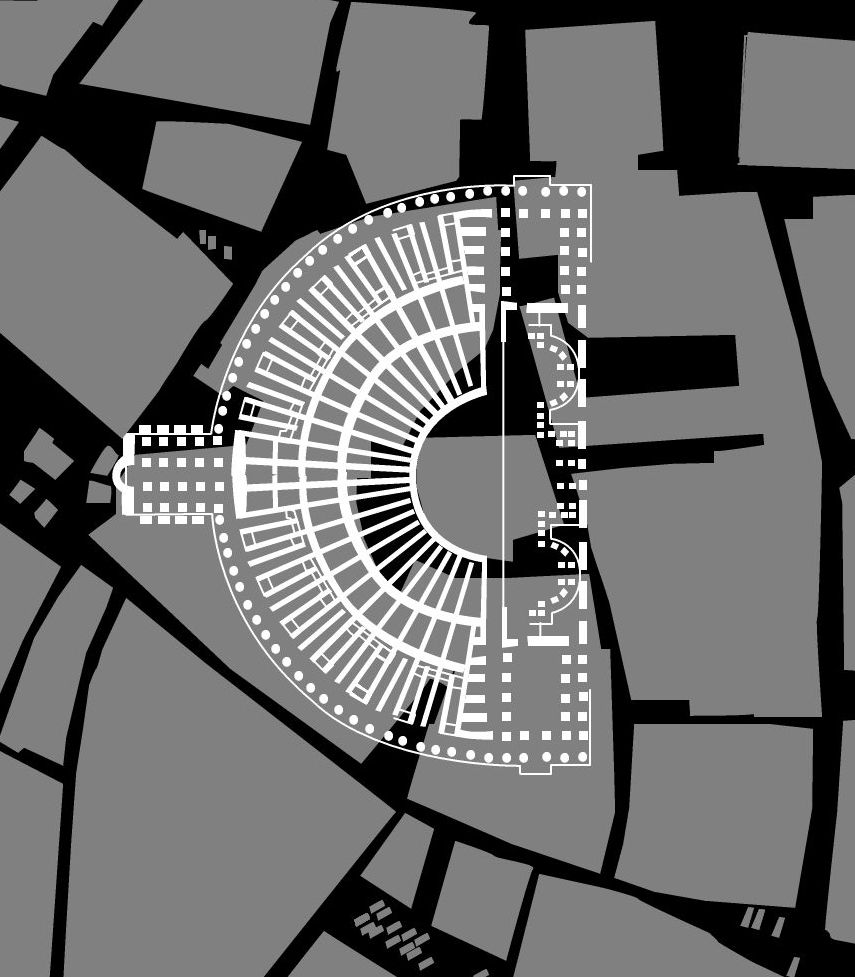
現在のローマの地図とポンペイウス劇場の位置を重ねたもの（図の上の方角が西）

後にポンペイウス劇場は破損状態に陥り、そのほとんどはローマ中の建設に資材として使うために解体されていった。中世の一時期にはその場所に砦が築かれていた。現存する遺構は、周辺のホテル、住居、レストランの地下室に流用されているものが多い。
ポンペイウス劇場から切り出された断片は、彫刻や他の出土品を含め、ローマ中に分散している。ポンペイウス劇場から採取した色つきのトラバーチンを多用した建築物としてカンチェッレリア宮がある。また、赤と灰色の円柱を中庭に使っているが、それらもポンペイウス劇場の観客席の下部のポルチコにあったもので、当初は教会 (San Lorenzo in Damaso) のバシリカに使われていた柱だった。
カンプス・マルティウスに位置し、周辺に後から建物が建てられ、混み合うようになっていった。今では後世に建てられた建物と通りで覆われている。しかし航空写真などで見ると、劇場の観客席の半円形の形状に沿って建物が建てられていることがわかる。これは、一部の建物が劇場の基礎をそのまま用いて建てられたためである。
この場所での限定的な発掘作業には長い年月がかかった。初期の発掘については文献も残っていないが、中にはフォルマ・ウルビス・ロマエと呼ばれる平和の神殿を飾っていた大理石製地図の断片から、古代の建築物の配置を推定しようとする試みもなされている。
ルイジ・カニーナ（1795年 - 1856年）は、ポンペイウス劇場について重要な研究を行った最初の人物である。フォルマ・ウルビスの破片からポンペイウス劇場が描かれた部分を見つけたのはカニーナであり、初めて遺構を調査研究したのもカニーナだった。彼はポンペイウス劇場の正確な位置を初めて推定した。Martin Blazeby は近年、カニーナの残した図面に基づいてポンペイウス劇場の3次元イメージを製作した。
21世紀に入っても研究は進められている。劇場跡に建てられている建物や通り、それに付随する配管や電線などもあり、劇場跡を発掘することには常に困難が伴う。それでも最近のプロジェクトで劇場の位置の推定はより正確になっている。

### 考古学

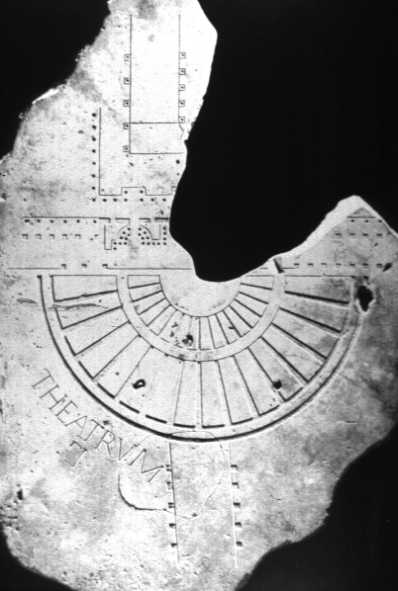
フォルマ・ウルビスにはポンペイウス劇場の観覧席が描かれている。

劇場に使われていた石や円柱はほとんどが略奪され、残っていない。しかし、観客席の下部の地階および地下階の構造は後世の建物の土台として使われ、現存している。ローマでは、古代の建築物の基礎部分をそのまま流用して後の土地所有者が新たな建物を建設し、建設費用を抑えた。マルケッルス劇場の場合は、遺跡の上に砦が築かれ、それが今も集合住宅として使われている。
ルネサンス以降から18世紀までにその地域での建設工事でポンペイウス劇場の構造の一部が見つかり、この劇場を詳しく調査したいという興味が生まれた。
ルイジ・カニーナは初めて「フォルマ・ウルビス」の研究を行い、既知の遺構から劇場を再現しようと試みた。19世紀初頭に彼が描いたポンペイウス劇場の図面には、1837年にフランス人建築家 Victoire Baltard が修正を施した。Baltardは周辺地域で2回発掘を行い、外装の一部と舞台の背景を構成する壁 (scaenae frons) の一部を発見した。
1865年、同地域で新たな建物の基礎工事のために地面を掘らせていた Pietro Righetti（当時 Palazzo Pio を所有していた）は、ウェヌス・ウィクトリクスの神殿の一部を発見した。
その後、1997年まで大規模な発掘は行われなかった。1997年、ウォーリック大学のチームがポンペイウス劇場の遺構の状態について包括的調査を開始した。2002年には、Palazzo Pio での発掘が開始された。
2002年から Antonio Monterroso が行っている研究では、ウェヌス・ウィクトリクスの神殿がカニーナの描いたものとは全く異なっていたことを明らかにしている。

## 同様式の現存するローマ劇場

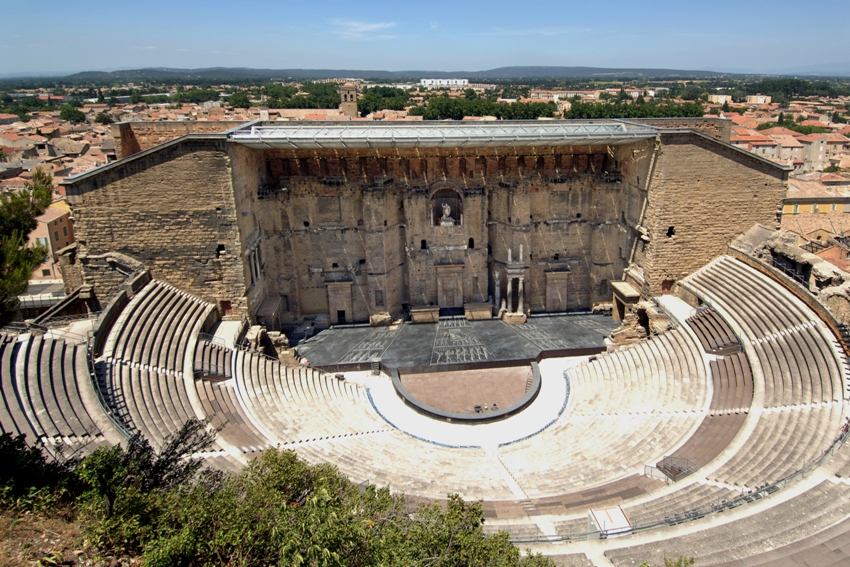
オランジュのローマ劇場は、規模は小さいがポンペイウス劇場に似ている。

ポンペイウス劇場は建物としては現存していないが、ヨーロッパやアフリカには多数の類似の建物が現存している。それらを研究することで、古代のポンペイウス劇場がどういうものだったか、この建物がローマ帝国全体にどういう影響を与えたかを理解する助けとなる。保存状態のよいものはイタリア国外にある。フランスのオランジュにある劇場は Théâtre antique d'Orange と呼ばれている。この劇場は外観の保存状態がよいが、丘の斜面に建設されているため観客席の下部構造はない。スペインやアフリカにも保存状態のよいローマ劇場の遺跡がある。
火山の噴火で破壊されたポンペイにも劇場の遺跡があるが、ローマのポンペイウス劇場の方が規模が大きかった。ポンペイの劇場にはポンペイウス劇場と同様に背後に庭園があった。ポンペイの劇場も他の多くの現存するローマ劇場と同様、実際に劇場として使われている。